# Іван Макарович
«Іван Макарович» (рос. «Иван Макарович») — білоруський радянський художній фільм 1968 року режисера Ігоря Добролюбова.

## Сюжет
Німецько-радянська війна. Батько пішов на фронт і тринадцятирічному Івану разом з матір'ю довелося покинути батьківщину і рушити на схід. При бомбардуванні матір загинула і хлопцю довелося одному шукати собі місце у житті...

## У ролях
- Віктор Махонін
- Людмила Купина
- Ірина Бразговка
- Миша Макаров
- Тамара Логінова
- Олена Максимова
- Валентина Владимирова
- Аркадій Трусов
- Микола Єременко
- Борис Руднєв

## Творча група
- Сценарій: Валерій Савченко
- Режисер: Ігор Добролюбов
- Оператор: Дмитро Зайцев
- Композитор: Рафаїл Хозак